# La vida de Budori Gusko (película)
La vida de Budori Gusko (Japonés: グスコーブドリの伝記;  Hepburn: Guskō Budori no Denki?), es una película animada japonesa de 1994 dirigida por Ryūtarō Nakamura. La película está basada en el relato La vida de Budori Gusko de Kenji Miyazawa. Esta es la primera adaptación de la historia en una película animada; ya que posteriormente fue adaptada por Gisaburō Sugii en el 2012.

## Argumento
Un niño llamado Guskou vive en el campo con sus padres y su hermana pequeña. Una serie de sequías y otros desastres naturales desgarran a la familia, y Guskou se ve obligado a abandonar su hogar y buscar su fortuna por su cuenta. Impulsado por el deseo de mejorar la calidad de vida de sus compatriotas pobres, finalmente se une a un grupo de científicos llamado el Departamento del Volcán Ihatov; participa en proyectos científicos para luchar contra los desastres naturales que lo expulsaron de su hogar.

## Personajes
- Budori Gusko: con voz de Katsunari Mineno.
- Okami-san: con voz de Machiko Washio.
- Madre: con voz de Mieko Nobusawa.
- Padre: con voz de Satou Masamichi.
- Dr. Kubo: con voz de Kazuomi Ikeda.